# عدد اول ما
عدد اول ما (انگلیسی: In Our Prime; کره‌ای: 이상한 나라의 수학자) یک فیلم درام محصول کره جنوبی سال ۲۰۲۲ به کارگردانی پارک دونگ هون است. در این فیلم چوی مین شیک، کیم دونگ هی، پارک بیونگ اون، پارک هه جون و جو یون سو ایفای نقش کردند و داستان آن حول محور دو نفر می‌چرخد: ریاضی‌دان نابغه با گذشته‌ای پنهان و دانش آموزی که در ریاضی مردود است. این فیلم در ۹ مارس ۲۲۲ منتشر شد.

## بازیگران
- چوی مین شیک در نقش لی هاک سونگ
- کیم دونگ هی در نقش هان جی وک
- پارک بیونگ اون در نقش کیم گون هو
- پارک هه جون در نقش آن گی چول
- جو یون سو در نقش پارک بو رام
- تانگ جون سانگ در نقش لی ته یون[۵]
- کانگ مال گوم در نقش هان جی وو[۵]
- کیم هی جونگ در نقش مادر پارک بو رام

### حضور ویژه
- جو جین مو در نقش اوه جونگ نام
- کیم وون هه در نقش پارک پیل جو